# Hans Hess (Politiker, 1873)
Hans Hess (* 27. März 1873 in Wien; † 29. Juli 1928) war ein österreichischer Politiker (CSP) und Kaufmann. Hess war von 1926 bis 1928 Abgeordneter zum Landtag von Niederösterreich.
Nach dem Besuch der Volksschule absolvierte Hess das Norbertinum in Preßbaum und die Handelsschule. Er leistete von 1894 bis 1897 den Militärdienst ab und war beruflich als Kaufmann in Inzersdorf an der Traisen tätig. Hess war von 1913 bis 1922 Bürgermeister von Inzersdorf und vertrat die Christlichsoziale Partei zwischen dem 19. Mai 1926 und dem 29. Juli 1928 im Niederösterreichischen Landtag. Zudem war Hess in verschiedenen landwirtschaftlichen Genossenschaften aktiv. Hess verunglückte 1928 tödlich.